# Лафонтейн, Пэт
Патрик «Пэт» Майкл Лафонтейн (англ. Patrick «Pat» Michael LaFontaine; 22 февраля 1965 года, Сент-Луис, штат Миссури, США) — бывший американский хоккеист, игравший на позиции центрального нападающего. В карьере Пэта 15 сезонов в НХЛ, проведённых в трёх командах — «Нью-Йорк Айлендерс», «Баффало Сейбрз» и «Нью-Йорк Рейнджерс». Всего за карьеру Лафонтейн провёл в лиге 865 игр, в которых забросил 468 шайб и набрал 1013 результативных баллов. Его статистический показатель — 1.17 «очков за игру», является лучшим для хоккеистов — уроженцев США в истории НХЛ.

## Ранние годы
Лафонтейн родился в Сент-Луисе в семье одного из менеджеров компании «Крайслер», однако когда он был совсем маленьким, семья переехала в окрестности Детройта (городок Уотерфорд). В этом городе Лафонтейн окончил школу, в которой и начал делать первые шаги на хоккейном поприще.
В сезоне 1981—1982 он сыграл 79 игр за команду «Детройт Компьювэйр» в юношеской лиге MNHL. В этих играх он забил 175 шайб, всего набрав 324 результативных балла.

## Молодёжная карьера
Первой серьёзной командой Лафонтейна стала «Верден Джуниорс» (ныне команда называется «Руэн-Норанда Хаскис») из Квебекской молодёжной лиги (Quebec Major Junior Hockey League), в которой он отыграл сезон 1982—1983 гг. Успех был феноменальным: в 70 играх Пэт забил 104 шайбы и добавил 130 результативных передач. Это был лучший показатель сезона, за что он получил приз имени Жана Беливо. Примечательно, что второе место в списке лучших бомбардиров сезона заняла другая будущая супер-звезда НХЛ Марио Лемьё. Лафонтейн в свой дебютный (и единственный) в Квебеке сезон установил несколько рекордов лиги, побив достижения легендарных Ги Ляфлёра (серия из 40 игр подряд с результативными баллами) и Майка Босси (70 шайб, заброшенных дебютантом Лиги).
За тот сезон Лафонтейн также получил следующие награды: Трофей Памяти Мишеля Брира (самый ценный игрок сезона), Трофей Ги Ляфлера (самый ценный игрок плей-офф), Трофей Памяти Мишеля Бержерона (лучший новичок в линии атаки), Трофей Майка Босси (потенциальная звезда NHL), а также Трофей памяти Фрэнка Дж. Селке (за благородство и добропорядочность на льду). Венцом этой россыпи призов стала награда Лучший игрок года CHL.
В плей-офф «Верден» уверенно переиграл «Труа Ривьер Драворс» (4-0), «Шоуинган Катарактс» (4-2) и «Лонгюйл Шевальез» (4-1), выиграв первенство Лиги. В розыгрыше Мемориального кубка команда дошла до полуфинала, где уступила 5-6 «Ошава Генералз». В активе Лафонтейна были 35 очков в 15 играх (11 шайб).

## Карьера в НХЛ
К началу карьеры Лафонтейна в НХЛ привёл весьма занятный трейд. Полутора годами ранее «Нью-Йорк Айлендерс», доминировавший в НХЛ в начале 1980-х (четыре подряд Кубка Стэнли) обменяли не самого примечательного молодого Дэйва Кэмерона (всего 168 игр в НХЛ за последовавшие три сезона), а также ветерана Боба Лоримера (завершил карьеру в 1986 году) в «Колорадо Рокиз» на право выбора в первом раунде драфта 1983 года. И этим выбором как раз и стал Пэт Лафонтейн. Интересно, что «Колорадо» в 1983 году переехал в Нью-Джерси, став называться «Нью-Джерси Девилз». Таким образом «Айлендерс» перехватили у будущих многолетних конкурентов по дивизиону восходящую звезду.
Сезон 1983—1984 Лафонтейн, как и многие другие молодые американские хоккеисты, начал в составе сборной США. На счету Лафонтейна было 58 проведённых игр, в которых он забросил 56 шайб и отдал 55 результативных передач. Квинтэссенцией сезона стало участие 18-летнего Лафонтейна в Зимней Олимпиаде в Сараево. Сборная выступила, в целом, бесславно, заняв в отборочной группе лишь 4 место из 6 участников, но Лафонтейн показал себя достойно: в 6 играх он забил 5 шайб и набрав 8 результативных баллов.
В той сборной также играли будущие звёзды НХЛ Крис Челиос, Эд Ольчик и Эл Айэфрейти.

### Нью-Йорк Айлендерс
После завершения Олимпиады Лафонтейна привлекли к играм за «Айлендерс». И Пэт дебютировал весьма уверенно, забив в 15 играх 13 шайб (19 баллов). К плей-офф он стал твёрдым игроком основного состава. «Нью-Йорк» дошёл до финала Кубка Стэнли, где в пяти играх уступил «Эдмонтон Ойлерз». Сам Лафонтейн провёл 16 игр, набрав 9 результативных баллов.
Так сложилось, что начало карьеры Лафонтейна совпало с закатом золотой эпохи «Айлендерс». Звёзды старели, команда постепенно теряла позиции, и даже появление такого талантливого новичка, как Лафонтейн, не уберегло «Айлендерс» от неминуемого спада.
В последующие сезоны Лафонтейн регулярно вытаскивал «Айлендерс» в плей-офф, но далее второго раунда команда так и не продвинулась. В Кубке Стэнли 1987 года Лафонтейн стал автором решающего гола в игре, которую назвали «Пасхальной классикой» (Easter Epic). Серия первого раунда против «Вашингтон Кэпиталз» докатилась до седьмого матча, который начался в субботу 18 апреля. Игра затянулась, перешла в овертайм, затем во второй и так далее. Лишь в четвёртом овертайме Лафонтейн принёс своей команде победу в игре и в серии. Это случилось, когда на календаре уже было 19 апреля (2 часа ночи). Впрочем, уже во втором раунде «Айлендерс» были повержены «Филадельфия Флайерз» — также в 7 встречах.
В сезоне 1987—1988 «Айлендерс» снова выиграли свой дивизион — в первый раз за четыре года, однако в первом же раунде уступили «Нью-Джерси Девилз». Стоит добавить, что на данный момент это является последним случаем, когда «Островитяне» выиграли турнир в своём дивизионе.
Проблемы команды обострялись и в 1989 году «Айлендерс» впервые за 15 лет не попали в плей-офф.
В сезоне 1989—1990 команда вернулась в розыгрыш Кубка Стэнли, а Лафонтейн провёл самый успешный для себя сезон, в первый раз в своей карьере разменяв отметку в 100 очков и в 50 заброшенных шайб в сезоне. Однако уже в первой игре первого же раунда Лафонтейн получил тяжёлое сотрясение мозга — первое в своей карьере, но далеко не последнее. В весьма противоречивом моменте защитник «Нью-Йорк Рейнджерс» Джеймс Патрик провёл грубый силовой приём, после которого Лафонтейн сильно ударился головой и потерял сознание. Его унесли в подтрибунные помещения на носилках, после чего отправили в больницу. Без Лафонтейна «Айлендерс» проиграли серию «Рейнджерс» 1-4.
В сезоне 1990—1991 Лафонтейн выступил слабее, а команда снова не попала в плей-офф, одержав лишь 25 побед в 80 играх (худший результат с 1974 года).
Лафонтейн был крайне расстроен тем, как развивается его карьера, и отказался подписывать новый контракт с «Айлендерс» (четыре года, шесть миллионов долларов). Также он отказался прибыть в тренировочный лагерь команды. Через три недели после начала сезона, 25 октября 1991 года Лафонтейн вместе с Рэнди Вудом были отправлены в «Баффало Сейбрз» в обмен на четырёх игроков (Бенуа Хог, Уве Крупп, а также Дэйв Макилвэйн, и бывший первый номер драфта НХЛ 1987 года Пьер Тарджон). С «Сейбрз» Лафонтейн подписал 3-летний контракт на сумму 4.8 миллиона долларов.

### Баффало Сейбрз
В первом сезоне в «Баффало» Лафонтейн выступил успешно, набрав 93 результативных балла (на тот момент 2-й результат в карьере), правда, в плей-офф «Баффало» уступил в первом же раунде. А вот в следующем сезоне (1992-93) Лафонтейна, что называется, «прорвало». В «Баффало» подобрался потрясающий коллектив: Александр Могильный забросил 76 шайб, Дэйв Андрейчук (обменянный по ходу сезона в «Торонто»), Дэйл Хаверчук отдал 80 результативных передач. В воротах блистали Грант Фюр и Доминик Гашек. Лафонтейн, ставший в том сезоне капитаном команды, забил 53 шайбы (второй сезон, когда он превзошёл отметку в 50 заброшенных шайб), прибавил к этому 95 результативных передач, набрав 148 очков. Это до сих пор является сезонным рекордом для «Сейбрз», а также для хоккеистов-уроженцев США. 76 шайб Могильного, большая часть которых была заброшена с передач Лафонтейна, — также являются рекордом для «Сэйбрз» и по сей день. По итогам сезона Лафонтейн и Могильный были включены во второй состав символической сборной всех звёзд НХЛ.
В том сезоне Лафонтейн занял второе место в гонке бомбардиров, пропустив вперёд Марио Лемьё (феноменальные 160 очков в 60 матчах). Также он был претендентом на «Харт Мемориал Трофи» (также уступил Лемьё) и трофей «Леди Бинг» (уступил Тарджону).
В плей-офф «Баффало» уверенно переиграл «Бостон Брюинз» со счётом 4-0 (правда три матча завершились в овертаймах), а затем так же безальтернативно уступил «Монреаль Канадиенс». В этой серии друг против друга сошлись легендарные вратари Грант Фюр и Патрик Руа и сильнее оказался последний. В этой серии все четыре матча завершились со счётом 4-3 в пользу «Монреаля». При этом три последние встречи заканчивались в овертайме. «Канадиенс» в том сезоне выиграли Кубок Стэнли.
Закрепить успех не получилось. Команда в следующих двух сезонах выходила в плей-офф, но каждый раз уступала в первом же раунде — сначала «Нью-Джерси», а затем «Филадельфии». Перед началом сезона 1995-96 команду покинули Дэйл Хаверчук, Могильный, Боб Суини. Усилий вышедшего на уровень суперзвезды Доминика Гашека не хватало. Лафонтейн по итогам сезона 1994-95 получил Трофей Билла Мастертона — за преданность хоккею и демонстрацию спортивного духа.
Но более важным фактором спада «Баффало» стало то, что в трёх сезонах, последовавших вслед за тем, в котором Лафонтейн набрал 148 баллов, лишь в одном он смог провести более 22 игр.
В самом начале сезона 1996-97, в игре против «Питтсбург Пингвинз», Франсуа Леру нанёс Лафонтейну сильный удар плечом в голову, что привело к очередному сотрясению мозга, вызвавшему серьёзный посткоммоционный синдром. Врачи долго консультировались по поводу его возможного возвращения на лёд, но в результате после совещания с руководством «Сейбрз» было принято решение запретить ему это делать. Более того, хоккеисту было рекомендовано завершить карьеру. Лафонтейн не согласился с таким решением и затребовал трейда. 29 сентября 1997 года он был обменян в «Рейнджерс» на право выбора во втором раунде драфта 1998 и будущие преимущества.

### Нью-Йорк Рейнджерс
Подписав соглашение с «Нью-Йорк Рейнджерс», Пэт стал лишь третьим хоккеистом в истории, сыгравшим за три команды из штата Нью-Йорк (другие двое — Майк Доннелли и Джейсон Доу, позже к ним прибавился ещё Мартин Бирон). При этом Лафонтейн стал единственным, кто всю свою карьеру провёл в одном штате. Это дало ему возможность шутить, что он смог поиграть в трёх потрясающих командах, но при этом так ни разу не сменить номера машины.
Несмотря на то, что результативность Пэта была далека от прежних лет, он стал лидером команды по числу голов (23), а также набрал 1000-е очко в карьере. Пэт стал 50-м хоккеистом в истории НХЛ, кто достиг этой отметки. 28 ноября, в первой же игре против прежней команды — «Баффало» — Лафонтейн отметился голом и результативной передачей. Тот матч завершился вничью 3:3.
16 марта 1998 года в игре против «Оттава Сенаторз» Лафонтейн столкнулся с партнёром по команде Майком Кином, что привело к очередному сотрясению мозга. Пэт пропустил остаток сезона, а также весь следующий сезон.
12 октября 1999 года он объявил о решении завершить карьеру.

## Признание Лигой
Вклад Лафонтейна в развитие НХЛ был весьма высоко оценён Лигой. Так в 2001 году его именем был назван трофей, регулярно вручающийся победителю сезонной серии игр между нью-йоркскими командами «Айлендерс» и «Рейнджерс» — призовой фонд традиционно направляется на благотворительные нужды по решению Лафонтейна.
А 3 ноября 2003 года Лафонтейн был введён в Зал Славы НХЛ. Интересно, что в кандидаты в Зал Славы Пэт попал ещё в 2001 году, однако с первой попытки получить престижнейший перстень ему не удалось.
В том же году он был введён в Зал Славы хоккея США.
В марте 2004 года Лафонтейна ввели в Зал Славы Мичигана. Церемония прошла в Детройте.
В 2004 году «Баффало Сейбрз» ввели Лафонтейна в свой собственный Зал Славы. А 3 марта 2006 года «Баффало Сэйбрз» вывело из обращения номер 16, под которым выступал Лафонтейн. Свитер с его номером и фамилией был поднят под своды «Фёрст Ниагара-центр», составив «компанию» легендарным Жильберу Перро, Рику Мартену, Рене Роберу, Тиму Хортону и Дэнни Гэйру.
В год 40-летия «Баффало Сейбрз» болельщики команды поставили Лафонтейна на третью позицию среди всех игроков «Бизонов» в истории команды.
В 2007 году Лафонтейн также попал в Зал Славы округа Нассо.
В 2008 году авторитетный ресурс The Hockey News в одном из номеров, посвящённых 60-летию издания, выбрал по десятке лучших игроков в истории всех команд НХЛ. Лафонтейн попал в символические десятки и в «Баффало» (под номером 6) и в «Айлендерс» (под номером 7).

## Благотворительная работа
Ещё в 1997 году, пытаясь излечиться от последствий сотрясения мозга, Лафонтейн основал фонд Companions in Courage, занимающийся созданием в больницах для детей комнат для игр..
В 2000 году Лафонтейн получил «Награду Патриота» от общества «Congressional Medal of Honor Society» за его вклад в поднятие морального духа ВС США.
В 2002 году Лафонтейн получил почётную премию GOAL от фонда «Points of Light» за его волонтёрскую работу, благодаря которой он преодолел серьёзную депрессию. Речь шла о том состоянии, в каком Лафонтейн оказался в 1997 году. У него были сильнейшие мигрени и приступы страшной депрессии. Он мог неделями не выходить из дома, не менять одежду, не принимать душ.
В апреле 2003 года Лафонтейн получил благотворительную награду от фонда «Gift of Life», организации, занимающейся поддержкой детей из стран третьего мира, страдающих от сердечных заболеваний.
В марте 2005 года Пэт Лафонтейн получил награду Джеймса Келлера от организации «Кристоферов», за серьёзный вклад в развитие детского и юношеского здравоохранения.
Во время розыгрыша Кубка Стэнли 2010 Лафонтейн вместе с другими звёздами прошлых лет — Нилом Бротеном и Майком Рихтером снялся в рекламном ролике «Honda», в котором экс-хоккеисты построили хоккейный каток и сыграли против детишек.
Другой рекламный ролик при участии Лафонтейна был отснят для EA Sports Cyberathlete.

## Послеигровая карьера

### Юношеский тренер
В 2007 году Лафонтейн параллельно с общественной деятельностью стал тренером детской команды «Лонг-Айленд Ройялз» (Кингз-Парк, Нью-Йорк) из Atlantic Youth Hockey League (AYHL). В 2009 году он стал её главным тренером.

### Совладелец команды
В 2011 году стал совладельцем команды «Су Иглз» (Су-Сент-Мари, Мичиган), игравшей в NOJHL и NAHL.

### Возвращение в НХЛ
7 июня 2006 года пресс-служба «Айлендерс» распространила сообщение о том, что Пэт Лафонтейн начнёт работу в должности старшего советника владельца команды. Более того, спустя неделю появились слухи о том, что Лафонтейн может занять пост президента команды. Однако менее, через шесть недель после назначения, Лафонтейн покинул данный пост в знак протеста против увольнения генерального менеджера Нила Смита.
С 2010 года Лафонтейн работает комментатором на MSG Network во время трансляций игр «Нью-Йорк Рейнджерс».

## Командные достижения
- Обладатель Кубка мира: 1996
- Серебряный призёр Кубка Канады: 1991
- Финалист Кубка Стэнли: 1984

## Индивидуальные награды
- Член Зала хоккейной славы с 2003
- «Билл Мастертон Трофи»: 1995
- 5× Участник Матча всех звёзд НХЛ: 1988, 1989, 1990, 1991 и 1993
- Член второй символической сборной всех звёзд НХЛ: 1993
- Лучший игрок года CHL: 1983
- «Ги Лафлёр Трофи»: 1983
- «Мишель Бриер Мемориал Трофи»: 1983
- «Фрэнк Дж. Селки Мемориал Трофи»: 1983
- «Майк Босси Трофи»: 1983
- «Мишель Бержерон Трофи»: 1983

## Статистика за карьеру
| Сезон       | Команда            | Лига        | И   | Г   | П   | О    | Штр | И  | Г  | П  | О  | Штр |
| 1981-82     | Детройт Компьювэйр | MNHL        | 79  | 175 | 149 | 324  | —   | —  | —  | —  | —  | —   |
| 1982-83     | Верден Джуниорс    | QMJHL       | 70  | 104 | 130 | 234  | 10  | 15 | 11 | 24 | 35 | 4   |
| 1983-84     | Нью-Йорк Айлендерс | НХЛ         | 15  | 13  | 6   | 19   | 6   | 16 | 3  | 6  | 9  | 8   |
| 1984-85     | Нью-Йорк Айлендерс | НХЛ         | 67  | 19  | 35  | 54   | 32  | 9  | 1  | 2  | 3  | 4   |
| 1985-86     | Нью-Йорк Айлендерс | НХЛ         | 65  | 30  | 23  | 53   | 43  | 3  | 1  | 0  | 1  | 0   |
| 1986-87     | Нью-Йорк Айлендерс | НХЛ         | 80  | 38  | 32  | 70   | 70  | 14 | 5  | 7  | 12 | 10  |
| 1987-88     | Нью-Йорк Айлендерс | НХЛ         | 75  | 47  | 45  | 92   | 52  | 6  | 4  | 5  | 9  | 8   |
| 1988-89     | Нью-Йорк Айлендерс | НХЛ         | 79  | 45  | 43  | 88   | 26  | —  | —  | —  | —  | —   |
| 1989-90     | Нью-Йорк Айлендерс | НХЛ         | 74  | 54  | 51  | 105  | 38  | 2  | 0  | 1  | 1  | 0   |
| 1990-91     | Нью-Йорк Айлендерс | НХЛ         | 75  | 41  | 44  | 85   | 42  | —  | —  | —  | —  | —   |
| 1991-92     | Баффало Сэйбрз     | НХЛ         | 57  | 46  | 47  | 93   | 98  | 7  | 8  | 3  | 11 | 4   |
| 1992-93     | Баффало Сэйбрз     | НХЛ         | 84  | 53  | 95  | 148  | 63  | 7  | 2  | 10 | 12 | 0   |
| 1993-94     | Баффало Сэйбрз     | НХЛ         | 16  | 5   | 13  | 18   | 2   | —  | —  | —  | —  | —   |
| 1994-95     | Баффало Сэйбрз     | НХЛ         | 22  | 12  | 15  | 27   | 4   | 5  | 2  | 2  | 4  | 2   |
| 1995-96     | Баффало Сэйбрз     | НХЛ         | 76  | 40  | 51  | 91   | 36  | —  | —  | —  | —  | —   |
| 1996-97     | Баффало Сэйбрз     | НХЛ         | 13  | 2   | 6   | 8    | 4   | —  | —  | —  | —  | —   |
| 1997-98     | Нью-Йорк Рейнджерс | НХЛ         | 67  | 23  | 39  | 62   | 36  | —  | —  | —  | —  | —   |
| Всего в НХЛ | Всего в НХЛ        | Всего в НХЛ | 865 | 468 | 545 | 1013 | 552 | 69 | 26 | 36 | 62 | 36  |

### Международные соревнования
| Год                  | Сборная              | Турнир               | Место                |    | И  | Г  | П   | О  | Штр |
| -------------------- | -------------------- | -------------------- | -------------------- | -- | -- | -- | --- | -- | --- |
| 1983                 | США                  | —                    | —                    | 58 | 56 | 55 | 111 | 22 |     |
| 1984                 | США                  | ОИ                   | 7                    | 6  | 5  | 3  | 8   | 0  |     |
| 1987                 | США                  | КК                   | 5                    | 5  | 3  | 0  | 3   | 0  |     |
| 1989                 | США (Капитан)        | ЧМ                   | 6                    | 10 | 5  | 3  | 8   | 8  |     |
| 1991                 | США                  | КК                   |                      | 6  | 3  | 1  | 4   | 2  |     |
| 1996                 | США                  | КМ                   |                      | 5  | 2  | 2  | 4   | 2  |     |
| 1998                 | США                  | ОИ                   | 6                    | 4  | 1  | 1  | 2   | 0  |     |
| Всего за сборную США | Всего за сборную США | Всего за сборную США | Всего за сборную США | 94 | 75 | 65 | 140 | 34 |     |

### Матчи всех звёзд
| Год   | Место проведения | И | Г | П | О |
| ----- | ---------------- | - | - | - | - |
| 1988  | Сент-Луис        |   | 0 | 0 | 0 |
| 1989  | Эдмонтон         |   | 0 | 1 | 1 |
| 1990  | Питтсбург        |   | 0 | 1 | 1 |
| 1991  | Чикаго           |   | 2 | 0 | 2 |
| 1993  | Монреаль         |   | 1 | 0 | 1 |
| Всего | Всего            | 5 | 3 | 2 | 5 |